# 史密斯幹員
史密斯探員（英語：Agent Smith）是科幻電影《駭客任務》中的虛構角色和主要反派，由雨果·威明在前三部曲中飾演，在《駭客任務：尼歐的路徑》中則由克里斯多福·科瑞·史密斯配音。莊尼芬·格羅夫在《22世紀殺人網絡 復活次元》中飾演史密斯。
2008年，史密斯探員被《帝國雜誌》選為“有史以來第84大電影人物”。2013年，雨果·威明再次擔任了通用電氣公司廣告中的角色。

## 總覽
史密斯以特工的身份開始，是母體中的AI程序，該程序被編程為通過終止將給模擬現實帶來不穩定性的人類模仿者以及不再對機器集體有用的惡意程式，來保持系統內的秩序。因此，史密斯和他的同伴具有修改母體規則的能力，而擁有許多超人的能力，例如在被殺死時（只有宿主會因此死亡）透過移動到另一個人身上來復活，並能出現在任何有人的地方。他可以克服重力和人體的局限，使他的速度和力量足以精準無誤地躲避子彈，可以赤手空拳擊破混凝土並跳過人類不可能跳過的距離。他和其他特工戴著聽筒，使他們能夠即時相互交流，並通過一種共享的意識感知來感知到連接到母體中的其他人類的行為，因此當史密斯在第一部電影中取下耳機時，他沒有意識到尼歐與崔妮蒂對他挾持莫菲斯的建築物的襲擊。史密斯在第一部電影中持有手槍沙漠之鷹並配有高規格的.50 AE子彈，這是母體中的特工們的標準配備。
在第一部電影的結尾，史密斯似乎已被尼歐刪除了。但是，在續集中，史密斯的存在似乎與尼歐息息相關，這使他能夠違反指令而不被發送到萬物之源。他不再是特工，而從機器的控制中解放出來，並作為流亡程序存在，與他最初的基於特工的能力（居住在連接到母體的單個主體）相比，它表現出類似於自我複制的電腦病毒。史密斯獲得了將他的身體形式複製到母體中任何人體上的能力，方法是將他的手逐步移入它們的身體，並散佈黑色液體，將其轉化為自己的副本，從而導致不斷增長的史密斯軍隊通過單一意識聯繫在一起 。通過複製到正與母體斷開連接的人上，史密斯覆寫了他們的意識並控制了他們在現實世界中的身體。史密斯在《駭客任務：重裝上陣》中接管貝恩的屍體時就可以看到這一點，但是當他嘗試對莫菲斯和尼歐進行同樣的操作時，他被排斥了。史密斯的真正力量來自他吸收人類或程序等受害者的記憶和力量的能力，最終使他接管了祭師並在最後戰役中與尼歐戰鬥。尼歐允許他在戰鬥中被史密斯覆寫（原理相當於獲得史密斯這個電腦病毒的原代碼，而得以破解它），從而使機器有機會刪除史密斯和使母體及其居民恢復正常。

## 角色歷史

### 《駭客任務》
在第一部電影中，史密斯是被派遣與莫菲斯打交道的三個特工之一。在尼歐成功從母體脫離後，史密斯賄賂了賽佛，以能夠重新回到母體生活為條件，使莫菲斯遭到背叛而被俘虜。當尼歐設法解救莫菲斯時，史密斯和他的同事們進行了漫長的跨城追逐。尼歐逃脫戰鬥後不久，史密斯將他槍殺，但後來他作為救世主的力量覺醒並復活了，並進入史密斯從內部摧毀了他。

### 《駭客任務2：重裝上陣》
由於他在第一部電影中與尼歐接觸，史密斯在第二部電影中被「拔掉插頭了」，不再是系統的特工而是「自由人」，也因此他不再需要戴著耳機了，這也是他送給尼歐的信封裡的東西所象徵的意思。在第二部電影中，他的外貌也發生了變化，他的墨鏡現在具有與特工的橢圓形眼鏡不同的棱角形狀，近似於尼歐佩戴的形狀。他的西裝顏色與第一部電影中的綠色略有不同，現在則是黑色。他仍然具有特工的能力，但是他不再能從一個人跳到另一個人，取而代之的是他能透過接觸來將任何母體中的程式或連結到母體中的人複製成他自己，而且能保留被他複製的人的記憶與能力，這種能力很像病毒的複制方式，與史密斯在第一部電影中將人類比喻成病毒形成了諷刺的對比。
他聲稱尼歐使他得到自由，但是他認為還有一個看不見的目的仍然使他與尼歐綁在一起。他試圖將自己的程式複製到尼歐上，但是當他失敗時，他和他的許多複製體攻擊了他，迫使尼歐逃離。後來，他和他的複製體試圖阻止尼歐進入母體的大型主機，但沒有成功。
史密斯將自己複製到飛行艦手杖號（Caduceus）的機組人員貝恩身上。在等待來自祭師（The Oracle）的消息並離開母體時，貝恩受到史密斯的攻擊和覆寫，然後在現實世界中控制了他的身體。史密斯通過讓貝恩割腕自殘來測試對他對貝恩的身體的控制程度，以準備暗殺Neo。後來他過早觸發了一艘船的電磁脈衝武器，擊落了另一艘船，並允許哨兵超越它們，從而破壞了錫安艦隊對城市的防禦。

### 《駭客任務3：最後戰役》
在第三部電影開始時，史密斯已經成功地將自己複製到母體中幾乎所有的人形生物上，從而使他可以完全控制「核心網絡」（母體內部工作的基礎），從而使他成為不可改變的人。 甚至機器本身。祭師向尼歐解釋說，他和史密斯的能力已經相等，而史密斯是尼歐的反面，這是母體試圖平衡自身的方程式的結果，她還告訴尼歐，除非有人能阻止他，否則史密斯將毀滅母體和現實世界。史密斯很快就覆寫了祭師，並獲得了預知的力量，後來又表現出與尼歐相當的扭曲現實的力量，例如飛行能力。同時，在現實世界中，貝恩（被史密夫控制）侵入尼歐和崔妮蒂的飛行艦，並試圖殺死他們。尼歐在戰鬥中被弄瞎了雙眼，但發現他現在可以敏銳地感知到史密斯的本質，並殺死被史密夫控制的貝恩。
接近電影的高潮時，尼歐決定與機器做一個交易，他願意回到母體擊敗史密斯，來換取錫安的保全，並警告他們史密斯已經脫離了掌控，並最終傳播到機器之城，將導致人類與機器的毀滅，機器接受了他的提議，並命令所有攻擊錫安的哨兵停止攻擊。隨後他們為尼歐提供了連接，使他可以進入母體阻止史密夫。儘管母體現在已經由史密斯及其複製人們控制，但獲得了祭師力量的史密斯獨自一人與尼歐作戰，因為他已經預見了自己的勝利，並且不需要他的複製人們的幫助。戰鬥開始時，兩者幾乎勢均力敵，雖然說尼歐的戰鬥能力似乎勝於史密斯，這一直持續到尼歐能夠用力猛擊史密斯，使其猛烈撞擊至少20英尺外的街道。然而，隨著持續不斷地戰鬥，顯然尼歐無法以有限的耐力擊敗不倦的史密斯，後者在戰鬥中開始主宰尼歐，到戰鬥結束時，他能夠殘酷地擊敗尼歐。在這場戰鬥中，史密斯向尼歐解釋了他虛無主義式的領悟：「正是你的一生教會了我人生的目的，人生的目的就是邁向終結。」
當尼歐即將要被打敗時，史密斯要求知道為什麼他仍然堅持繼續戰鬥，即使他知道自己無法取勝。尼歐冷靜地回答：「因為這是我的選擇」，結果被憤怒的史密斯殘酷地毆打。史密斯突然從他的預言中意識到了這一點，他被迫傳達了他在預知中所說的話：「正如我說...凡事有始必有終」，他的話使他自己感到困惑和恐懼。而尼歐早已明白自己無法超越史密斯，因此選擇讓自己被史密夫覆寫。由於史密斯刪除了母體異常的集合體（救世主，也就是尼歐），所以他已失去存在意義，因此也終將被系統刪除。而史密夫覆寫尼歐後已透過他的肉體直接連接到「萬物之源」（the Source），所以機器可以銷毀史密斯的所有複製體並重新啟動母體而不會出錯。這個過程確實殺死了尼歐，但也摧毀了史密斯。尼歐的身體被機器帶走，而錫安與機器世界之間則暫時得到和平。

## 個性
從一開始就可以看出，史密斯比其他特工明顯更強大、更聰明且更具個人主義。 儘管其他特工很少通過聽筒互相諮詢，以至於經常互相聽完對方的話，但史密斯通常是下達命令或使用聽筒為自己的目的收集信息的人。 在第一部電影中，史密斯似乎還擔任其他特工的領導者，因為他有權在現實世界中發動哨兵攻擊。與其他特工一樣，史密斯通常以務實的態度來處理問題，但在必要時，也會表現出蠻橫和明顯的憤怒，尤其是在尼歐的挑釁下。
耳機代表機器某種形式的控制機制。值得注意的是，當他審問莫菲斯時，他讓其他特工離開房間，然後取下了耳機，將自己從與機器的鏈接中釋放出來，然後表達了對人類的看法。在第二部電影中史密斯將耳機裝在信封中寄給尼歐，象徵著他的自由與重獲新生。